# Sundarbans
Sundarbans ([ˈʃundorbɔn] Shundorbôn (del bengalí: সুন্দরবন) es el bosque de manglar más grande del mundo, constituyéndose en el delta de confluencia del Ganges, Brahmaputra y Meghna en la bahía de Bengala. Abarca un área protegida de 139 500 ha. La región se extiende a través del suroeste de Bangladés hasta su encuentro con el Parque Nacional de Sundarbans, en la India. Ha sido declarada como Patrimonio de la Humanidad por la Unesco en el año 1997.

## Etimología
Sundarban en bengalí significa «bello bosque». Aunque otras fuentes la califican como una palabra compuesta de sundri o sundari (una especie del manglar, la Heritiera fomes) y bans (bosque). Así mismo, se ha propuesto que el nombre es una derivación incorrecta de Samudraban, Shomudrobôn («bosque marino») o Chandra-bandhe (nombre de una tribu primitiva).

## Consecuencia del calentamiento global
En el golfo de Bengala, el nivel del mar aumenta cada año unos 3,14 milímetros, en relación con una media de 2 milímetros en los otros océanos. Esta diferencia está vinculada a la fundición de los glaciares del Himalaya.
Desde el 1975, a pesar de la construcción de un dique, cuatro islas del Sundarbans desaparecieron bajo las aguas, lo que provocó el desplazamiento de unos 6000 habitantes. Se prevé que 30 000 familias deberán emigrar de aquí al 2020, cuando el 15 % de las tierras habrán desaparecido.
El Fondo Mundial para la Naturaleza pretende plantar manglar alrededor de las islas para dejar pasar el sedimento, disminuyendo la subida de las aguas en el momento del monzón.

## Galería

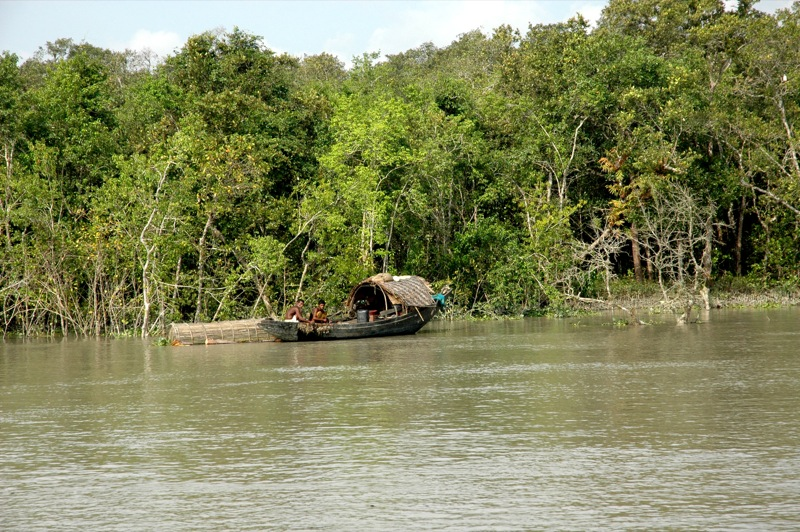
Sundarbans
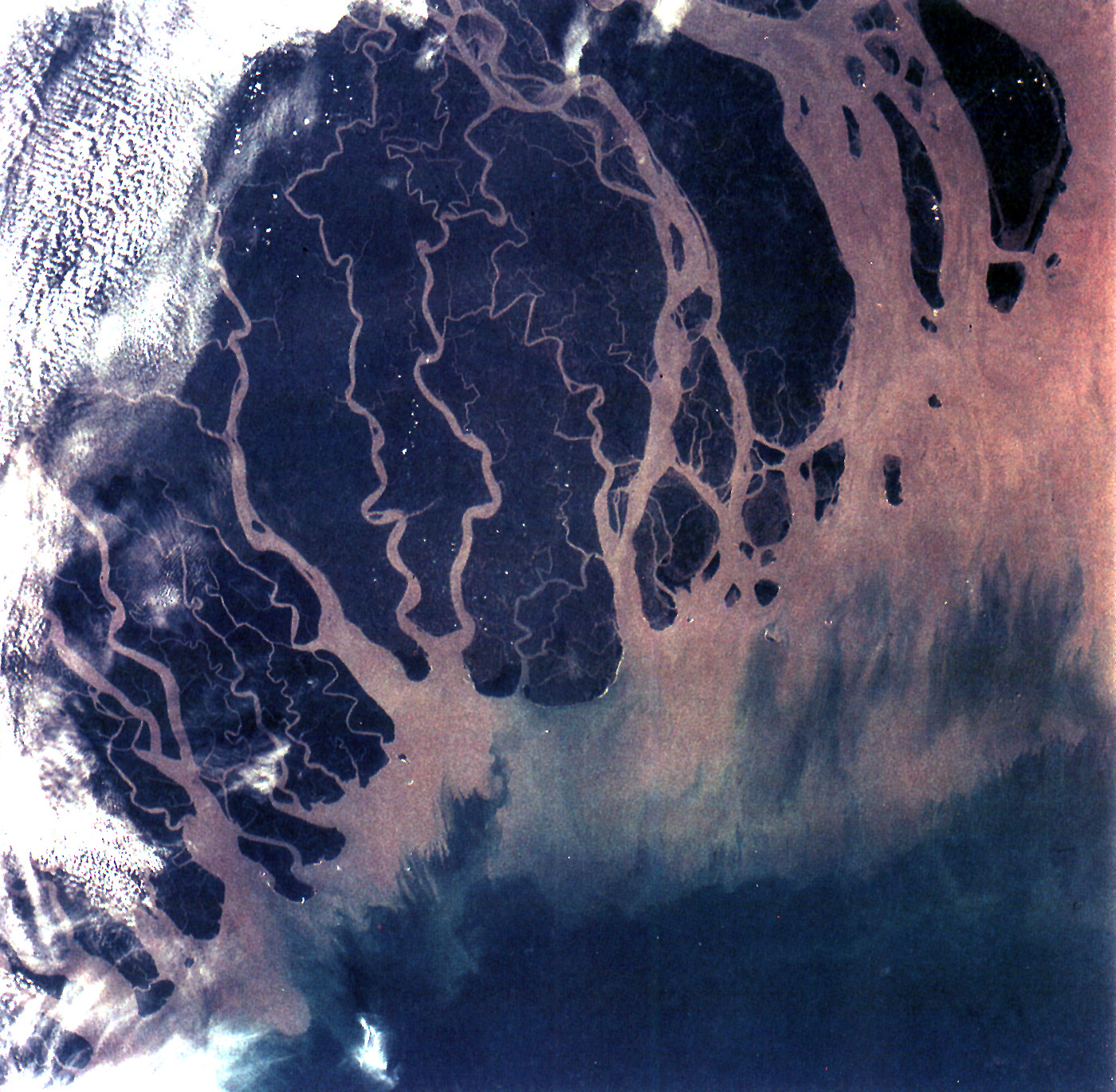
Vista del delta del Ganges, entre Bangladés e India
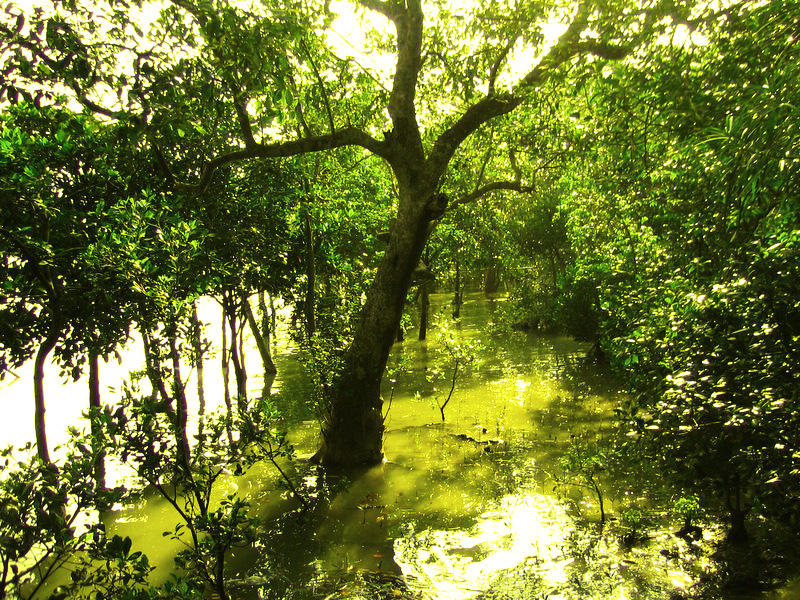
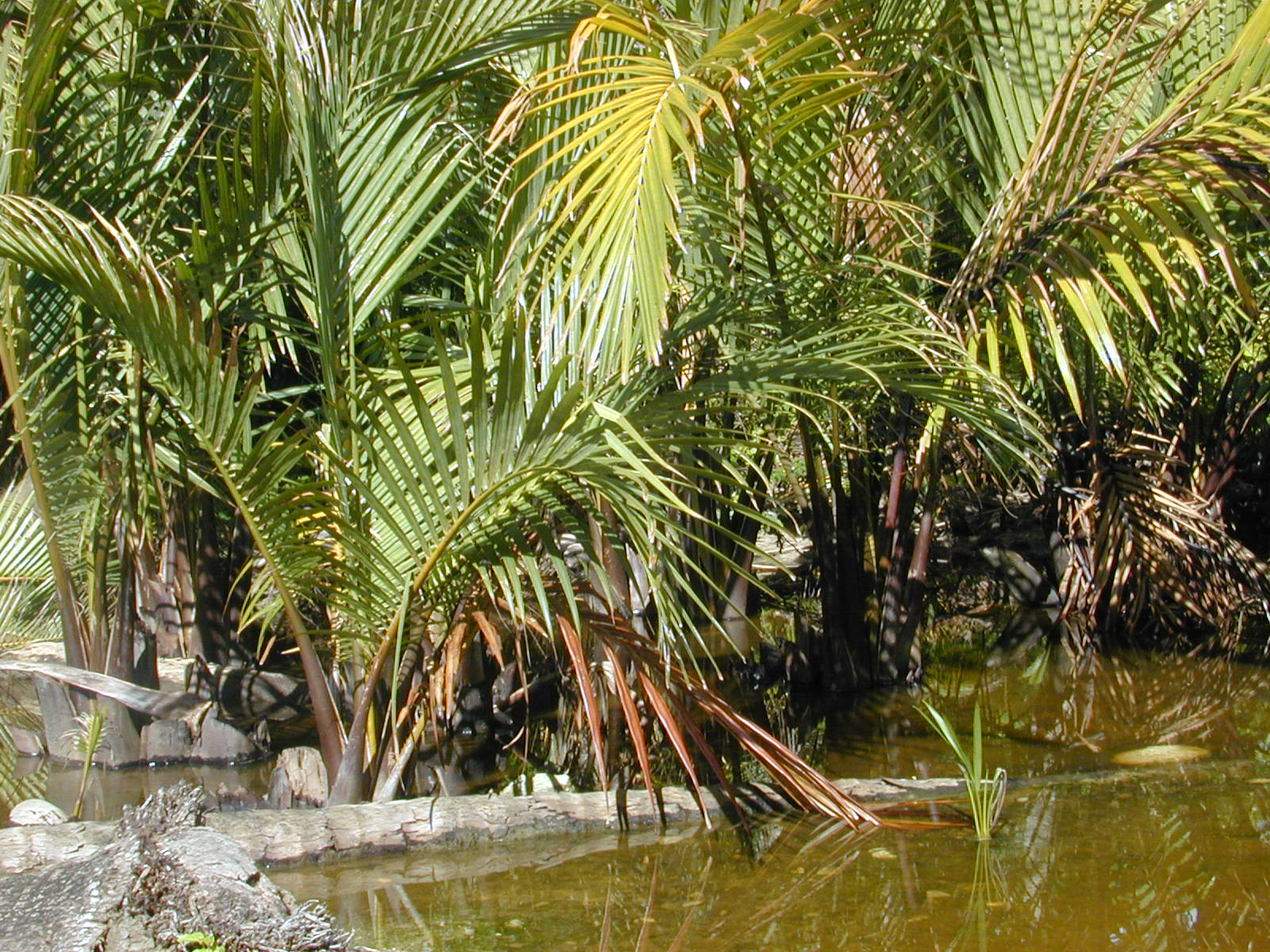
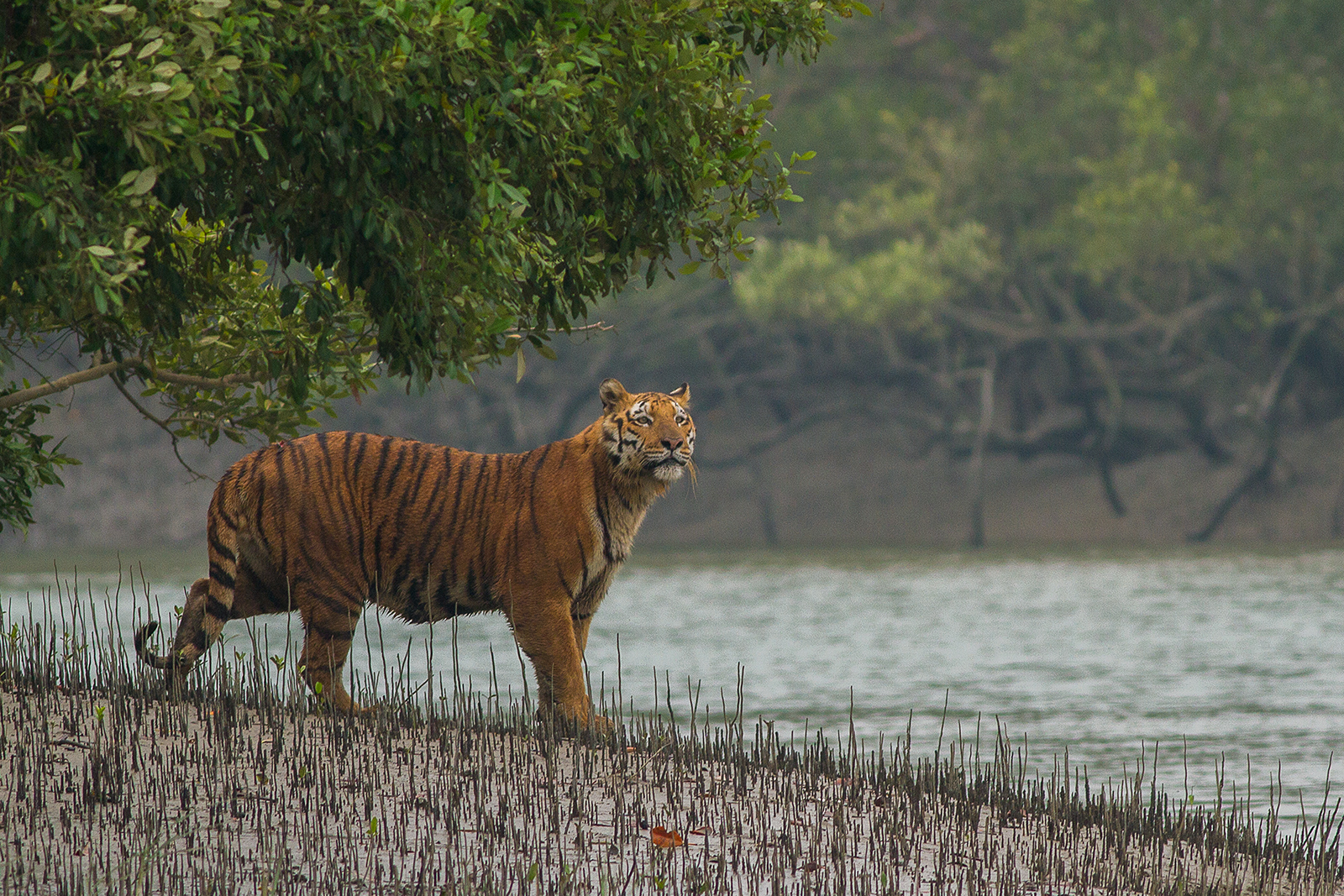
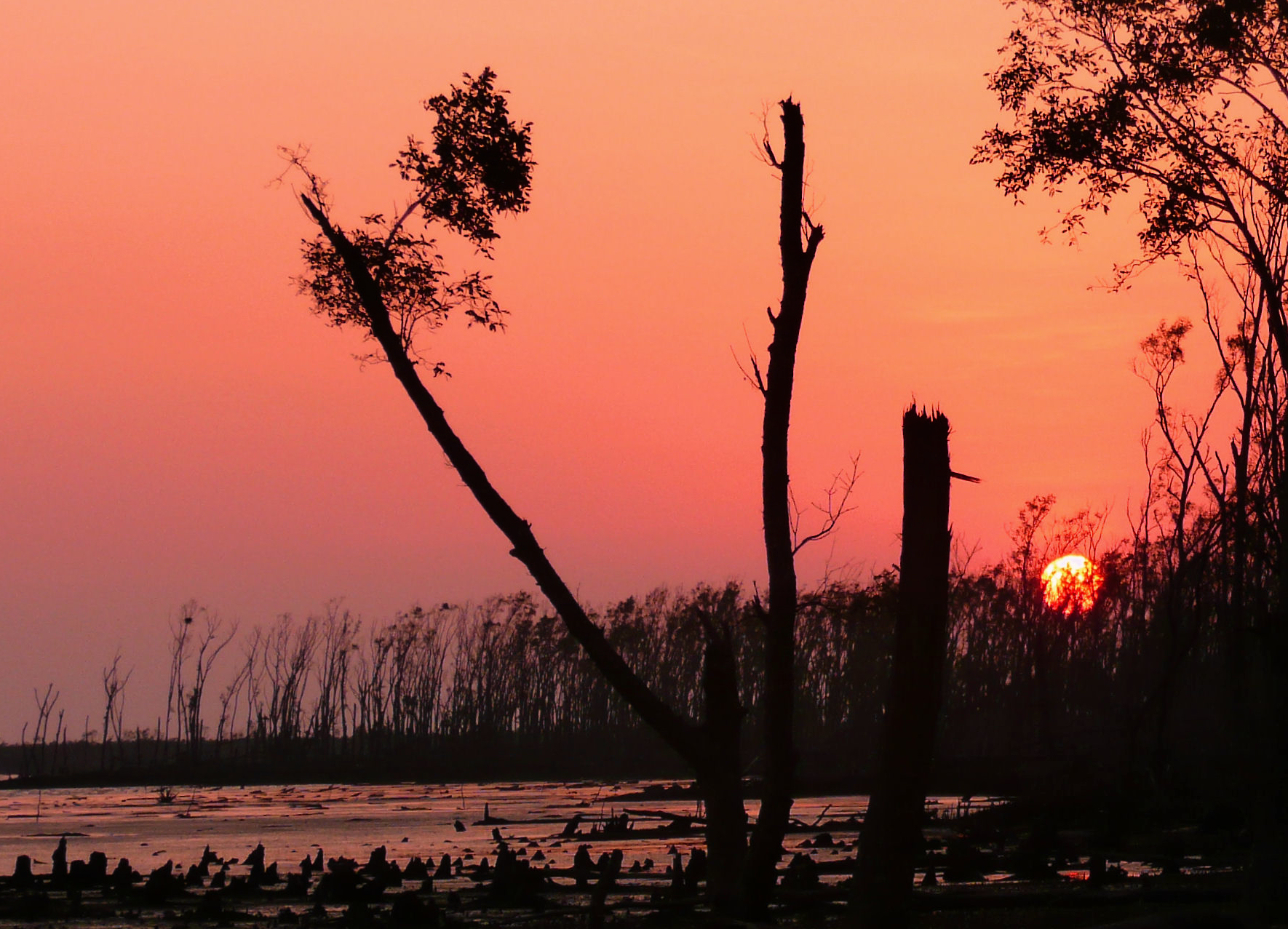
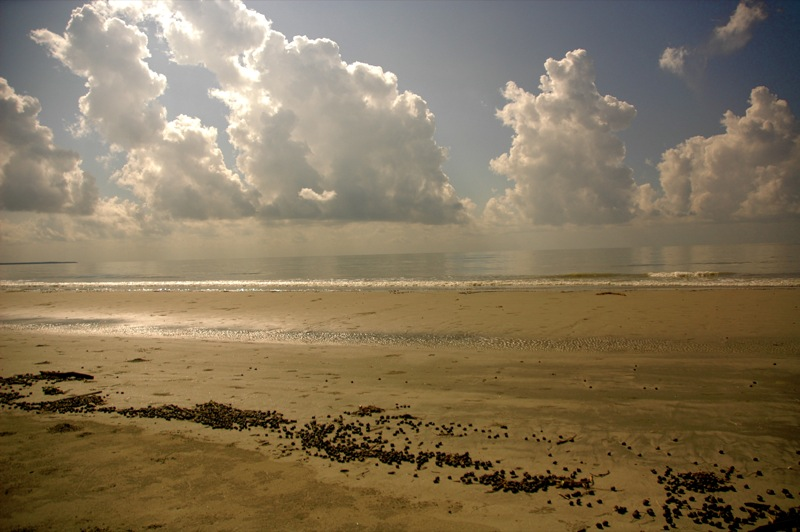